# Michelle Smith
Michelle Smith (* 16. Dezember 1969 in Rathcoole, County Dublin), jetzt eher unter ihrem Heiratsnamen Michelle de Bruin bekannt, ist eine ehemalige irische Schwimmerin.
Sie war dreifache Goldmedaillengewinnerin bei den Olympischen Spielen 1996 in Atlanta (400 Meter Lagen, 400 Meter Freistil und 200 Meter Lagen). Außerdem gewann sie über 200 Meter Schmetterling die Bronzemedaille. Sie sorgte damit im Alleingang für die bisher zweitbeste Olympiabilanz Irlands.
Ihre unerwarteten Erfolge führten zu Spekulationen über Dopingpraktiken. Die Verdächtigungen rührten daher, dass ihr Trainer und Ehemann Erik de Bruin während seiner Diskuswurf-Karriere eine vierjährige Dopingsperre erhalten hatte, nachdem ihm ein zu hoher Testosteron-Anteil nachgewiesen worden war.
Zwei Jahre später wurde Michelle Smith durch den Weltverband FINA für vier Jahre gesperrt. Die Sperre wurde ausgesprochen, weil die Urinprobe mit Alkohol manipuliert war. Smith legte Rekurs ein, dieser wurde jedoch abgelehnt.
Die negativen Erfahrungen mit dem Internationalen Sportgerichtshof hatten einen Einfluss auf Smiths Leben nach der Sportkarriere. Sie begann, sich für die Rechtsprechung zu interessieren, studierte Rechtswissenschaft und machte ihren Abschluss am University College Dublin.